# 242 (číslo)
Dvě stě čtyřicet dva je přirozené číslo, které následuje po čísle dvě stě čtyřicet jedna a předchází číslu dvě stě čtyřicet tři. Římskými číslicemi se zapisuje CCXLII a řeckými číslicemi σμβ.

## Matematika
242 je:
- Deficientní číslo
- Nešťastné číslo
- Nepříznivé číslo
- Nejmenší číslo, které je v řadě čtyř po sobě jdoucích čísel se stejným počtem dělitelů

## Chemie
- 242 je nukleonové číslo druhého nejstabilnějšího izotopu plutonia[1]

## Astronomie
- (242) Kriemhild je planetka hlavního pásu, kterou objevil v roce 1884 Johann Palisa

## Doprava
- Silnice II/242 je česká silnice II. třídy vedoucí na trase Praha-Sedlec – Roztoky[2]
- Lokomotiva 242

## Ostatní
- +242 je mezinárodní telefonní předvolba Konžské republiky

## Roky
- 242
- 242 př. n. l.